# Matteo Baseggio
Matteo Baseggio, né le 18 juin 1998 à Bassano del Grappa, est un coureur cycliste italien. Il évolue au sein de l'UC Trevigiani Energiapura Marchiol depuis 2022.

## Biographie
Matteo Baseggio est originaire de Bassano del Grappa, une commune située en Vénétie,. Il commence le cyclisme durant son enfance sous les couleurs du Ciclo Team Cassola 2000.  
Chez les juniors il obtient une victoire et cinq podiums. Il évolue ensuite au sein de divers clubs italiens lors de ses trois premières saisons espoirs. Rapide au sprint, il se distingue particulièrement lors de la saison 2019 en réalisant de nombreux tops dix au niveau amateur. 
En 2020, il intègre l'équipe continentale General Store-Essegibi-F.lli Curia. Dans une saison perturbée par la pandémie de Covid-19, il termine troisième du Trophée de la ville de San Vendemiano et quatrième du championnat d'Italie espoirs. Deux ans plus tard, il quitte le niveau continental pour prendre une licence à l'UC Trevigiani Energiapura Marchiol. Victorieux à une reprise, il se classe également troisième de La Popolarissima. 
En aout 2023, il s'impose sur la première étape du Tour du Frioul-Vénétie julienne. Il s'agit de son premier succès obtenu sur une compétition inscrite au calendrier de l'UCI.

## Palmarès et résultats

### Palmarès par année
- 2019
  - 2e du Trophée Visentini
  - 3e de la Coppa San Vito
- 2020
  - 3e du Trophée de la ville de San Vendemiano
- 2021
  - 1re étape du Tour de Vénétie amateurs (contre-la-montre par équipes)
  - Coppa del Mobilio (course en ligne)
  - 3e du Gran Premio Ezio Del Rosso
- 2022
  - Gran Premio Osio Sotto
  - 2e de la Coppa Caduti di Reda
  - 3e de La Popolarissima
- 2023
  - Grand Prix de la ville de Pontedera
  - 1re étape du Tour du Frioul-Vénétie julienne
  - Gran Premio d'Autunno
  - 2e du Gran Premio Sannazzaro
- 2024
  - Mémorial Vincenzo Mantovani
  - Trofeo Bottecchia
  - 2e de Florence-Empoli
  - 2e du Grand Prix Kranj
  - 3e du Mémorial Fornasiero
  - 3e de l'Alta Padovana Tour
- 2025
  - 2e de La Popolarissima
  - 2e de la Medaglia d'Oro Frare De Nardi

### Classements mondiaux
| Année                                 | 2018  | 2019 | 2020 | 2021  | 2022  | 2023  | 2024  |
| ------------------------------------- | ----- | ---- | ---- | ----- | ----- | ----- | ----- |
| Classement mondial                    | 2514e | nc   | 848e | 2339e | 1401e | 1705e | 1499e |
| UCI Europe Tour                       | 1685e | nc   | 674e | 1561e | 953e  | nc    | nc    |
|                                       |       |      |      |       |       |       |       |
| Légende : nc = non classéSource : UCI |       |      |      |       |       |       |       |